# Uliana Donskova
Uliana Veaceslavovna Donskova (în rusă Ульяна Вячеславовна Донскова) (n. 24 august 1992, Kamensk-Șahtinski, Rusia) este o sportivă care a reprezentat Rusia la competiții de gimnastică ritmică. A fost câștigătoarea Jocurilor Olimpice din 2012 la individual compus, în 2011 câștigătoarea medaliei de argint la Campionatul Mondial de Gimnastică Ritmică, în 2010 câștigătoarea medaliei de bronz la Campionatul Mondial de Gimnastică Ritmică, în 2012 câștigătoarea medaliei de aur la Campionatul European de Gimnastică Ritmică și în 2010 câștigătoarea medaliei de aur la Campionatul European de Gimnastică Ritmică. 

## Cariera

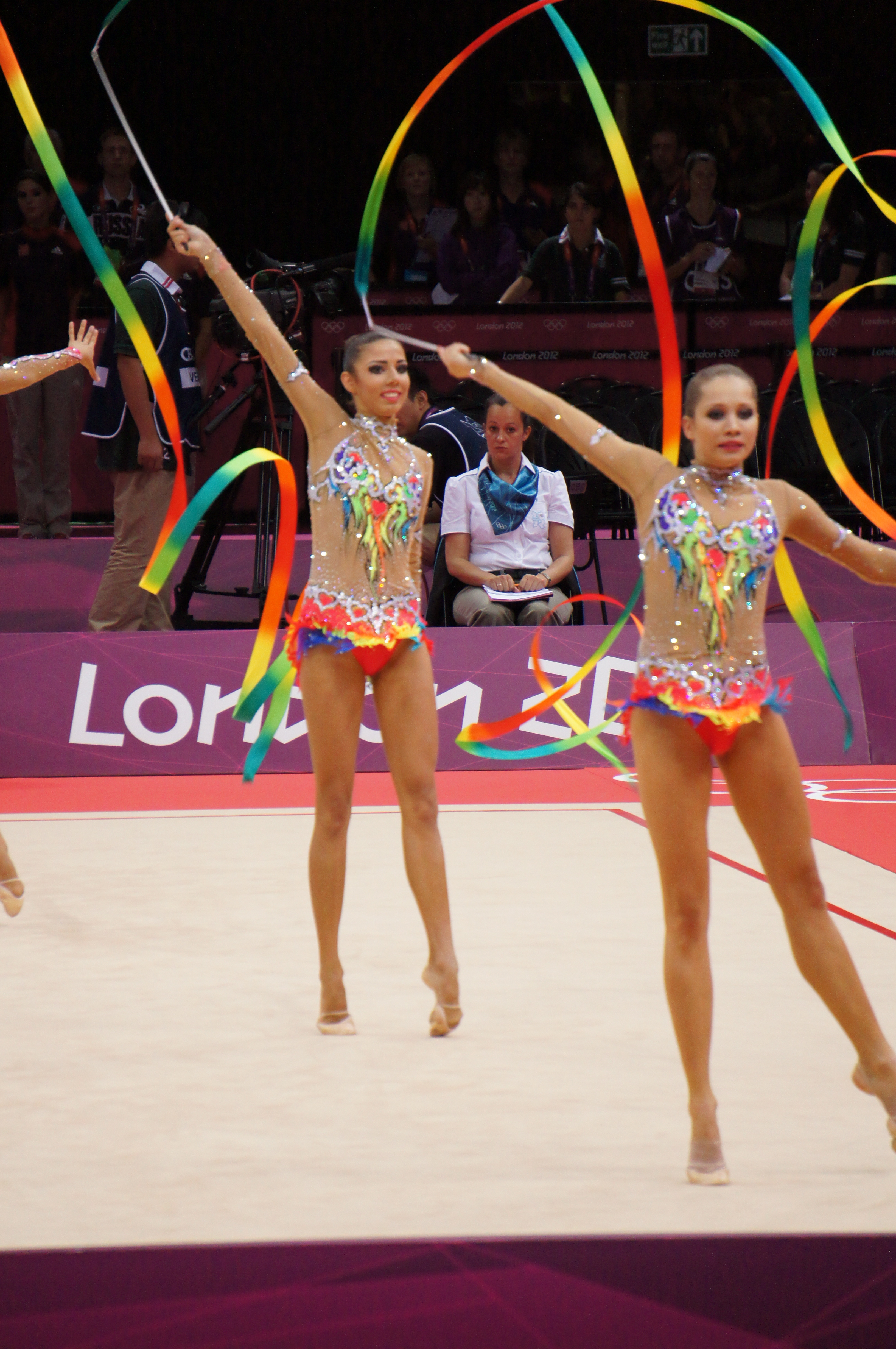
Donskova (dreapta) la 3 Panglici +
2 Cercuri de finală în 2012 Jocurile Olimpice de Vară

Donskova a început să facă gimnastică la vârsta de cinci ani. Și-a început activitatea prin competițiile echipei Rusiei în 2008. A participat la primul ei Campionat Mondial pe data de 12 august 2009, în Japonia, în Mie. Acolo, împreună cu un alt grup sportiv rus, a primit medalia de aur și două medalii de bronz. A reprezentat din nou echipa Rusiei la Campionatul European de la Bremen, dar și în 2010 și 2011 la Campionatele Mondiale.
A câștigat medalia de aur la jocurile Olimpice de Vară din 2012 la categoria gimnastică ritmică la individual compus, împreună cu alți membri ai echipei (Ksenia Dudkina, Anastasia Blizniuk, Alina Makarenko, Anastasia Nazarenko, Karolina Sevastianova).
A fost a 4-a victorie consecutivă, în echipă, a Rusiei în cadrul  Olimpice de Vară din 2000. Donskova a afirmat că: „nu aveam nici cea mai mică idee că am participat de patru ori la rând." Atunci când i s-a cerut să explice secretul succesului Rusiei la gimnastica ritmică, ea a adăugat: „Ne-am născut ca gimnaste ritmice." Timp de șase luni, până la Jocurile Olimpice, gimnastele ruse au mâncat doar hrișcă. Donskova s-a retras din competiții și gimnastică, după Jocurile Olimpice din 2012.
Pe 25 iunie 2014, Donskova s-a căsătorit cu fostul jucător de hochei pe gheață al echipei ȚSKA Moscova, Ruben Begunts. Cei doi au avut primul lor copil, care s-a născut în august 2015.

## Biografie
Donskova este studentă la Universitatea Națională de Stat de Cultură, Fizică, Sport și Sănătate, Lesgaft, Saint Petersburg, Rusia.

## Rezultate la Jocurile olimpice

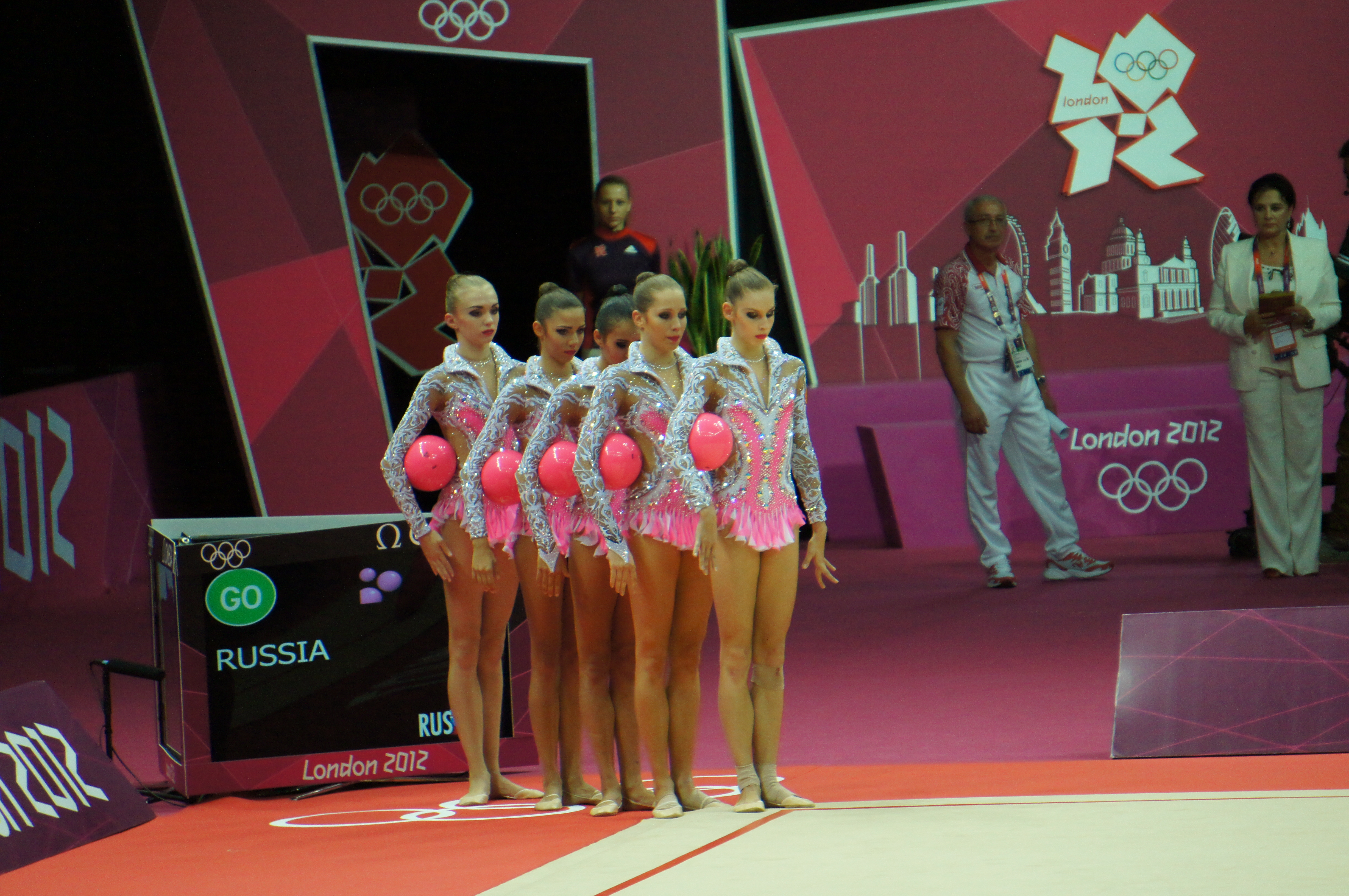
(S-D) Ksenia Dudkina, Alina Makarenko, Anastasia Nazarenko, Uliana Donskova și Anastasia Blizniuk în 5 Bile final la 2012 Jocurile Olimpice de Vară

| An   | Concurența Descriere | Locație | Muzica | Aparate                | Rang   | Scor Final | Rang   | Înscrie-Calificare |
| ---- | -------------------- | ------- | --- | ---------------------- | ------ | ---------- | ------ | ------------------ |
| 2012 | Jocurile Olimpice    | Londra  | Individual compus                                                                                            | 1                      | 57.000 | 1          | 56.375 |                    |
| 2012 | Jocurile Olimpice    | Londra  | Giselle de Adolphe Adams                                                                                     | 5 Bile                 | 1      | 28.700     | 1      | 28.375             |
| 2012 | Jocurile Olimpice    | Londra  | ( Knock on Wood / Tough Lover / At Last / Oye ) de Safri Duo / Christina Aguilera / Kenny G / Gloria Estefan | 3 Panglici / 2 Cercuri | 1      | 28.300     | 1      | 28.000             |